# Pascal Mercier
Pascal Mercier, pseudonimo di Peter Bieri (Berna, 23 giugno 1944 – Berlino, 27 giugno 2023), è stato uno scrittore e filosofo svizzero.
Docente di filosofia presso l'Università di Berlino, ha scritto diversi romanzi, aggiudicandosi nel 2007 il Premio Grinzane Cavour per la narrativa straniera.

## Biografia

### Carriera accademica
Bieri si è diplomato al liceo Kirchenfeld di Berna e ha studiato filosofia, anglistica e indologia a Londra e a Heidelberg, dove nel 1971 ha conseguito il dottorato sotto la direzione di Dieter Heinrich ed Ernst Tugendhat con uno studio sull'esperienza del tempo secondo la teoria del filosofo inglese John Ellis McTaggart. In seguito Bieri ha fatto degli studi all'Università della California - Berkeley, all'Università di Harvard, all'istituto interdisciplinare Wissenschaftskolleg zu Berlin e al Van Leer Institut di Gerusalemme. Nel 1983 ha ottenuto un incarico all'Università di Bielefeld. Dopo di che ha lavorato come collaboratore scientifico al seminario di filosofia dell'Università di Heidelberg.
Bieri è stato uno dei fondatori del centro di ricerca Kognition und Gehirn [Cognizione e cervello] dell'accademia tedesca per la ricerca scientifica [Deutsche Forschungsgemeinschaft]. La sua ricerca verte principalmente su studi di filosofia della psicologia, gnoseologia e filosofia morale. Dal 1990 al 1993 è stato professore di storia della filosofia all'Università di Marburgo; dal 1993 ha insegnato filosofia all'Università libera di Berlino, succedendo a Ernst Tugendhat nella cattedra di filosofia del linguaggio.
Nel 2007 Bieri si è ritirato anticipatamente dalla carriera accademica, irritato dal cattivo funzionamento del mondo universitario. Bieri ha espresso la sua avversione nei confronti della condizione delle università con le seguenti parole: “Se guardo chi sono gli eroi della televisione o dei giornali vedo solo delle facciate senza niente dietro di esse. Lo stesso fenomeno si può osservare anche nelle università, le quali al giorno d'oggi vengono rovinate dall'assunzione di una prospettiva da consulenza aziendale. Riceviamo costantemente dei questionari che chiedono quanti siano gli incarichi da professore invitato o quanti finanziamenti per la ricerca siano stati ottenuti. Una dittatura della produttività. Tutte queste cose non hanno assolutamente nulla a che vedere con l'autentica motivazione di uno studioso.”

### Attività filosofica
Il libro più famoso di Bieri, intitolato Das Handwerk der Freiheit [Il mestiere della libertà], esamina i margini a disposizione dell'azione volontaria e sviluppa la tesi seguente:
"Anche se le leggi della natura determinano quello che facciamo e pensiamo, possiamo comunque ritenerci liberi se teniamo in considerazione le costrizioni proprie di ogni individuo. In questo senso siamo liberi proprio quando riusciamo ad agire secondo le nostre convinzioni. Un tale concetto di libertà presuppone, ma ritiene anche possibili, delle riflessioni e delle scelte consapevoli, e quindi non si oppone al determinismo. L'idea di una libertà assoluta che si contrappone al determinismo è infatti incoerente dal punto di vista concettuale." 
Nel saggio Was macht das Bewusstsein zu einem Rätsel [Perché la coscienza è un enigma] Bieri argomenta contro l'idea che le scienze neurologiche abbiano chiarito il fenomeno della coscienza. Anche se sappiamo sempre di più a proposito dei correlati neurologici della coscienza, non sappiamo ancora comunque perché questi processi siano legati alla coscienza. L'argomentazione di Bieri si avvicina qui a quella di Thomas Nagel, Joseph Levine e David Chalmers ed è sintetizzata nel cosiddetto Trilemma di Bieri.
In un saggio apparso nella rivista tedesca Der Spiegel Peter Bieri reagisce a una discussione pubblicata in precedenza tra il neurobiologo Gerhard Roth e il teologo morale Eberhard Schockenhoff. Roth aveva affermato che è possibile documentare le connessioni tra processi neuronali e l'atto decisionale prima che il soggetto stesso diventi consapevole della sua imminente decisione. Di conseguenza sarebbe dimostrato che le decisioni prese dai soggetti dipendono solo dai geni e dai processi neuronali, determinati da eventi dell'infanzia e da esperienze fatte negli anni successivi. Bieri critica questa argomentazione come errore categoriale: „è come una persona che scompone un dipinto per scoprire cosa rappresenta... Non è mai corretto rispondere a domande, che sorgono a un livello di descrizione, cambiando di livello.“
Nel 2006 è stato insignito dall'Accademia delle scienze di Gottinga della medaglia di Lichtberg. Nel 2010 ha ricevuto la laurea honoris causa dell'Università di Lucerna.

### Attività letteraria
A partire dagli anni novanta Bieri ha iniziato a pubblicare opere letterarie sotto lo pseudonimo di Pascal Mercier. Finora sono usciti quattro romanzi: Perlmanns Schweige (1995), Der Klavierstimme (1998), Nachtzug nach Lissabon (2004) e Lea (2007). Nel 2013 il regista Bille August ha tratto dall'omonimo romanzo il film Treno di notte per Lisbona con Jeremy Irons nel ruolo del protagonista. Nel 2006 ha ottenuto per la sua opera letteraria il Premio Marie Luise Kaschnitz e nel 2007 il Premio Grinzane Cavour.
A settembre 2022 è uscito il suo ultimo romanzo dal titolo Il peso delle parole.

## Opere tradotte
- Treno di notte per Lisbona (Nachtzug nach Lissabon), trad. it. di Elena Broseghini, Milano, Mondadori, 2006.
- Partitura d'addio (Lea), trad. it. di Elena Broseghini, Milano, Mondadori, 2008.
- Il peso delle parole (Das Gewicht der Worte), trad. it. di Elena Broseghini, Roma, Fazio Editore, 2022.